# Candyman (postać)
Candyman – postać z filmów i literatury, która pierwotnie wystąpiła jako tytułowy bohater jednego z opowiadań Księgi krwi Clive'a Barkera pt. Zakazany.
Właściwie Daniel Robitaille, czarnoskóry syn niewolnika, który podczas wojny domowej w Luizjanie został wynajęty przez zamożnego właściciela ziemskiego jako portrecista białej arystokratki, Caroline Sullivan. Z młodą dziewczyną z wyższych sfer połączył go namiętny romans. Ojciec Caroline, dowiedziawszy się, że jego córka jest w ciąży, decyduje się wymierzyć hańbiącemu dobre imię rodu Sullivanów Robitaille'owi sprawiedliwość na własną rękę. Wraz ze wspólnikami wyprowadza malarza w pole i tam rozpoczyna dokonywanie egzekucji. Torturuje Robitaille'a, odcinając mu zardzewiałą piłą prawą dłoń. Następnie smaruje jego obnażone i krwawiące ciało miodem i pozostawia na pastwę roju pszczół. Tłumy gapiów, towarzyszących zajściom, podczas tortur niewolnika wykrzykuje "Candy man!" (z ang. candy – słodycz, man – mężczyzna). Przed tragiczną śmiercią Robitaille'a, na miejscu pojawia się Caroline wraz ze swoim atrybutem, zwierciadłem. Choć Sullivan i współsprawcy zbrodni odciągnęli ją z miejsca tortur, dusza Robitaille'a utknęła w zwierciadle kochanki.
Tak narodziła się legenda Candymana: jeśli by pięciokrotnie wymówić przed lustrem nadane mu imię, upiór pojawia się przed śmiałkiem i morduje go hakiem, który zajmuje miejsce jego odciętej dłoni.
Candyman jest także bohaterem serii filmów, powstałych w latach 1992–1999. Filmy z serii to:
- Candyman (1992)
- Candyman II: Pożegnanie z ciałem (1995)
- Candyman III: Dzień umarłych (1999)

We wszystkich częściach rolę Daniela "Candymana" Robitaille'a odegrał dotąd charakterystyczny aktor Tony Todd.